# غيرهارد لينسكي
كان غيرهارد إيمانويل «جيري» لينسكي الابن (13 أغسطس 1924 – 7 ديسمبر 2015) عالم اجتماع أمريكيًا معروفًا بإسهاماته في علم اجتماع الدين، والتفاوت الاجتماعي، واستحداث نظرية التطور الإيكولوجي. قضى معظم حياته المهنية أستاذًا جامعيًا في جامعة كارولينا الشمالية في تشابل هيل، حيث شغل منصب رئيس قسم علم الاجتماع، 1969-1972، ورئيس دائرة العلوم الاجتماعية، 1976-78.

## حياته ومسيرته المهنية
وُلد لينسكي في واشنطن العاصمة ونشأ فيها، هو نجل قسيس لوثري، وحفيد عالم اللاهوت ذو الأصل الألماني ريتشارد تشارلز هنري لنسكي، وابن أخ كاتب قصص الأطفال لويس لينسكي. التحق بجامعة ييل حيث حصل على درجة بكالوريوس الآداب في عام 1947، بعد أن عمل مشفّرًا في سلاح الجو الثامن في إنجلترا في الحرب العالمية الثانية، ثم حصل على درجة الدكتوراه من جامعة ييل في عام 1950.
حصل لينسكي على زمالته في مرحلة قبل الحصول على الدكتوراه من قبل مجلس أبحاث العلوم الاجتماعية، 1949-50، وبعد ذلك حصل على زمالة كبير أعضاء الكلية، 1961-62، وزمالة غوغنهايم 1972–73، وزمالة آيركس لتبادل كبار أعضاء الهيئة التدريسية لبولندا عام 1978 وهنغاريا عام 1988. شغل منصب نائب رئيس رابطة علم الاجتماع الأمريكية، 1969-70، ورُشح للرئاسة في عام 1972. وكان أيضًا رئيسًا لجمعية علم الاجتماع الجنوبية، 1977-78 وانتُخب زميلًا في الأكاديمية الأمريكية للفنون والعلوم في عام 1976. في عام 2002، حصل على جائزة مهنة التفوق الدراسية المتميزة من قبل رابطة علم الاجتماع الأمريكية.
ترجمت كتاباته إلى اللغة الألمانية، والسويدية، والإسبانية، والبولندية، والصينية (في لغة الماندرين ولغة الصين القومية [التايونية الماندرية]).
تزوج لينسكي من الشاعرة جين كابيلمان في عام 1948. كان هو وجين لينسكي ناشطان في حركة الحقوق المدنية ومعارضين على حرب فيتنام. كان لديهم أربعة أطفال، بما في ذلك عالم الأحياء التطوري ريتشارد لينسكي. بعد وفاة جين في عام 1994، تزوج من آن بونار، أرملة عالم الاجتماع هوبير إم. بلالوك. توفي لينسكي في إدموندز في واشنطن عن عمر يناهز 91 عامًا.

## أعماله العلمية

### علم اجتماع الدين
تعاملت معظم أعمال لينسكي الأولى مع علم اجتماع الدين وبلغت ذروتها بنشر العامل الديني. يُعرّف الدين بأنه «نظام معتقدات حول طبيعة القوة (القوى) التي تحدد في النهاية مصير الإنسان والممارسات المرتبطة بها، والتي يتقاسمها أعضاء المجموعة. وصف أحد المراجعين في مجلة كومينتاري الكتاب بأنه «إنجاز كبير» في المجال الفرعي الذي غالبًا ما يُهمل، وأشار روبرت فوثنو إلى هذا المجلد على أنه «يمكن القول بأنه واحد من عدد قليل من [الدراسات الكلاسيكية] من بين المساهمات التي قدمها علماء الاجتماع الأمريكيين في مجال الدراسات العلمية الاجتماعية للدين».
في عام 1958، بحث لينسكي عن طريق التجربة عن «تأثير الدين على السياسة، والاقتصاد، والحياة الأسرية» كشفت منطقة ديترويت، من بين وجهات النظر الأخرى، وجود فروق ذات دلالة إحصائية بين الكاثوليك من جهة والبروتستانت البيض واليهود من جهة أخرى فيما يتعلق بالاقتصاد والعلوم. دعمت استنتاجات لينسكي الفرضيات الأساسية لعمل ماكس فيبر الأخلاق البروتستانتية وروح الرأسمالية. وفقًا للينسكي، «كانت المساهمات التي قدمتها البروتستانتية في التقدم المادي نتاجًا غير مقصود إلى حد كبير لبعض السمات البروتستانتية المميزة. كانت هذه النقطة الرئيسة في نظرية فيبر». أشار لينسكي إلى أن جون ويسلي، أحد مؤسسي الكنيسة الميثودية، قبل أكثر من مئة عام قبل فيبر، لاحظ أن «الاجتهاد والتدبير» جعل الميثوديين أغنياء. «في عصر مبكر، لاحظ كل من ويسلي وفيبر أن زهد البروتستانت وأخلاقهم في العمل من أنماط العمل المهمة التي تساهم في التقدم الاقتصادي. سهّل كلاهما تراكم رأس المال، وهو أمر بالغ الأهمية للنمو الاقتصادي وتطور الدول». ومع ذلك، قال لينسكي إن الزهد كان نادرًا بين البروتستانت الحديثين، وإن المذهب البروتستانتي المميز المتمثل في «الدعوة» كان منسيًا إلى حد كبير. كان البروتستانت (البيض) الحديثون واليهود يتمتعون بدرجة عالية من «الاستقلال الفكري» الذي سهل التقدم العلمي والتقني. على النقيض من ذلك، أشار لينسكي إلى أن الكاثوليك طوروا توجهًا فكريًا يقدر «الطاعة» في تعاليم كنيستهم الأسمى في الاستقلالية الفكرية. ما جعلهم أقل ميلًا للعمل في المهن العلمية. توصل علماء الاجتماع الكاثوليك إلى نفس الاستنتاجات.
أرجع لينسكي هذه الاختلافات إلى الإصلاح البروتستانتي وردود فعل الكنيسة الكاثوليكية عليها. بحسب وجهة نظر لينسكي، شجع الإصلاح الاستقلال الفكري بين البروتستانت، بالأخص في تجديدية العماد أو الأنابابتست، والتطهيرية أو البيوريتانية، والتقوية، والميثودية، والمشيخية. في العصور الوسطى، كان هناك اتجاهات نحو الاستقلال الفكري، كما يتضح من الرجال مثل إيراسموس. لكن بعد الإصلاح، حدد زعماء الكنيسة الكاثوليكية هذه النزعات بشكل متزايد بالبروتستانتية والهرطقة، وطالب بأن يكون الكاثوليك مطيعين ومخلصين للانضباط الكنسي. بحسب رأي لينسكي، أظهرت دراسته أن هذه الاختلافات بين البروتستانت والكاثوليك بقيت حتى يومنا هذا. ونتيجة لهذه التبعات، «لا يمكن تصنيف أي من الدول ذات الأغلبية الكاثوليكية في العالم الحديث على انها أمة صناعية رائدة. بعض الدول الكاثوليكية مثل فرنسا وإيطاليا والأرجنتين والبرازيل وشيلي هي في الواقع دول صناعية للغاية، لكن في الواقع، لا تعَد أي دولة من هذه الدول رائدة في المجالات التكنولوجية والعلمية، ولا يبدو أن ثمة احتمالية ليصبحوا كذلك. مؤخرًا في [1963] قام بعض علماء الاجتماع الكاثوليكيين البرازيليين بمقارنة تقدم بلادهم مع الولايات المتحدة واستنتجوا أن العامل الرئيس المسؤول عن تباين معدلات التطور هو التراث الديني للأمتين».

## روابط خارجية
- غيرهارد لينسكي على موقع الموسوعة البريطانية (الإنجليزية)